# Jean Charles Athanase Peltier
Jean Charles Athanase Peltier(22 de febrer de 1785 – 27 d'octubre de 1845) va ser un físic francès. Al principi treballà com rellotger, però als seus 30 anys va emprendre experiments i observacions sobre la física.
El nom de Peltier principalment està associat amb els efectes tèrmics i unions del circuit voltaic. Presentà l'Efecte de Peltier. Peltier també presenta el concepte d'inducció electroestàtica (1840).

## Publicacions
- Collection of pamphlets on electricity. 1833.[4]
- Collection of pamphlets on electromagnetism and electricity. 1835.
- Observations sur une nouvelle espèce de floscularia.[5] 1838.
- Notice des faits principaux et des instrumens nouveaux ajoutés à la science de l'électricité.[6] impr. E.J. Bailly, 1839.
- Notice de faits principaux ajoutés à la science de l'Electricité.[7] Bailly, 1839.
- Observations sur les multiplicateurs et sur les piles thermo-électriques.[8] Imprimerie d'E.J. Bailly, 1839.
- Mémoire sur la formation des tables des rapports qu'il y a entre la force d'un courant électrique et la déviation des aiguilles des multiplicateurs: suivi de recherches sur les causes de perturbation des couples thermo-électriques et sur les moyens de s'en garantir dans leur emploi a la mesure des températures moyennes.[9] E.-J. Bailly, 1839.
- Mémoire sur les diverses espèces de brouillards.[10] Hayez, 1841.
- Météorologie: Observations et recherches expérimentales sur les causes qui concourent à la formation des trombes.[11] Soc. Belgian library, 1841.
- Considérations générales sur l'éther, suivies d'une notice sur les étoiles filantes.[12] rue de Seine Saint-Germain, 1844.
- Essai sur la coordination des causes qui précèdent, produisent et accompagnent les phénomènes électriques.[13] Hayez, 1844.
- Observations faites dans les Alpes sur la température d'ébullition de l'eau.[14] Institut de France. Académie royale des sciences, 1844
- Lettre sur la cause des différences existent entre les résultats des expériences de MM. Bravais et Peltier sur la température de l'ébullition de l'eau et les résultats d'expériences de cabinet.[15] Institute. April 22, 1844. (Reports, vol. 18, p. 768.)[16]
- Recherches sur la cause des variations barométriques.[17] Hayez. 1844.
- De la cyanométrie et de la polarimétrie atmosphérique: ou notice sur les additions et les changements fait au cyano-polariscope de M. Arago, pour le rendre cyano- polarimètre dans l'observation de tous les points du ciel.[18] 1845.
- Notice sur le galvanisme.[19] 1845.
- Notice sur les fluides, les forces, et la foudre.[20] rue de Bussy, 6, 1845
- Notice sur la vie et les travaux scientifiques.[21] Bautruche, 1847.
- Robert Hare (M.D., Professor of Chemistry in the University of Pennsylvania.), James Pollard Espy. Of the conclusion arrived at by a Committee of the Academy of Sciences of France, agreeably to which tornados are caused by heat; while agreeably to Peltier's report to the same body, certain insurers had been obliged to pay for a tornado as an electrical storm; also abstracts from Peltier's report; moreover, quotations shewing the ignorance which existed in the Academy respecting […] the meteor in question […] with objections to the opinions of Peltier and Espy. Second edition, revised. 1852.
- Notice des faits principaux et des instrumens nouveaux ajoutés à la science de l'Electricité par M. Peltier.[22]
- Mémoires sur l'électricité des vapeurs, sur l'électricité atmosphérique et sur les trombes.[23] Imprimerie de Cosson.
- Météorologie électrique: Première partie[24]